# Carrouselfraude

Carrouselfraude, uitgelegd door de Nederlandse rijksbelastingdienst (klik om te vergroten).

Carrouselfraude is een vorm van belastingfraude waarin gefraudeerd wordt met de afdracht en teruggave van btw. Men spreekt dan ook wel van een btw-carrousel. Carrouselfraude vindt plaats doordat goederen voortdurend worden doorgeleverd binnen een groep van vennootschappen, waarbij wel btw wordt teruggevraagd maar niet afgedragen.
Vaak worden dezelfde goederen telkens weer via dezelfde vennootschappen doorverkocht, vandaar de verwijzing naar de carrousel (draaimolen). Verkoopcarrousels komen ook in andere vormen van fraude voor, zoals fraude met onroerend goed of marktmanipulatie.
Carrouselfraude neemt een aparte plaats in binnen de verschillende vormen van belastingfraude. Bij andere vormen van fraude vindt economische activiteit plaats waarbij de staat (een deel van) de normaal verschuldigde belasting hierover wordt onthouden. Carrouselfraude gaat echter een stap verder: hier gaat het niet om het mislopen van belastinginkomsten, maar verliest de staat zelfs geld op de frauduleuze activiteiten.

## Mechanisme
Carrouselfraude is gebaseerd op het feit dat de belastingautoriteiten grotendeels op de aangiften van ondernemers vertrouwen (btw is immers een aangiftebelasting). Bovendien worden teruggaven snel verleend, om het economisch verkeer niet te verstoren. Controle vindt vrij sporadisch plaats. De meest eenvoudige en veelvoorkomende manier van carrouselfraude is dan ook het simpelweg oprichten van een entiteit (bijvoorbeeld een bv), deze entiteit transacties en leveringen laten verrichten om zo btw te genereren, en wel voorbelasting terug te vragen maar niet af te dragen. Zes maanden en duizenden tot miljoenen euro's later haalt de frauduleuze ondernemer de bv leeg, en vertrekt naar een zonnig land. Tegen de tijd dat de autoriteiten lont ruiken treffen ze vaak slechts een failliete of lege bv aan.
Vaak is de constructie ingewikkelder en grensoverschrijdend om de autoriteiten te misleiden. De keten begint meestal met een communautaire levering aan een vennootschap, laten we hem Anton bv noemen, tegen 0% btw. Anton bv verkoopt de goederen vervolgens door, waarbij men opzettelijk de goederen ook via bonafide ondernemers Cornelis en Dirk laat lopen (die dus keurig btw afdragen). Aan het eind van de rit volgt opnieuw een communautaire levering tegen 0% en wordt een teruggave gegenereerd bij Edward bv, Wanneer de goederen echter over de grens zijn gebracht worden ze terugverkocht naar het begin van de keten. Edward bv verkoopt de goederen bijvoorbeeld aan Friedrich A.G. in Duitsland, Friedrich A.G. verkoopt ze aan Gerhard S.A. in Luxemburg, waarna Gerhard ze weer doorverkoopt aan Anton bv. Zo is de carrousel rond. Het spreekt hier voor zich dat Anton bv, Edward bv, Friedrich A.G. en Gerhard S.A. vennootschappen van de fraudeur zijn. In principe dragen alle vennootschappen btw af maar zal ergens een 'lek' plaatsvinden en geen btw afgedragen worden, bijvoorbeeld bij de Duitse of Luxemburgse vennootschappen. Hierdoor kan het lang duren voor de fraude ontdekt wordt.

## Reactie van de autoriteiten
Belastingautoriteiten pakken btw-fraude hard aan, maar vissen meestal achter het net. De bovengenoemde rookgordijnen kunnen de autoriteiten meestal wel een paar maanden misleiden, vooral als de carrousel grensoverschrijdend is. Vaak zijn de boosdoeners verdwenen, en laten ze slechts een of meer lege vennootschappen achter.
In de fiscale wetgeving zijn maatregelen getroffen, waardoor op bepaalde kostbare artikelen (waaronder elektronica) boven een bepaalde transactiewaarde geen btw meer mag worden doorberekend aan zakelijke afnemers. De btw is dan verlegd naar de afnemer. Voor alleen deze artikelen is daarmee carrouselfraude nagenoeg onmogelijk.
Belastingautoriteiten trachten daarom meestal de hele carrousel te treffen. Alle deelnemers, ook bonafide, worden aan een zwaar onderzoek onderworpen, waarbij men invallen met veel machtsvertoon niet schuwt (zoals in Noord-Brabant in de zomer van 2008). Hoewel een bonafide ondernemer in principe niets te vrezen heeft (hij heeft immers niets verkeerds gedaan), ondervindt hij er toch hinder van. Belastingautoriteiten kunnen bijvoorbeeld zijn aftrek op voorbelasting tijdelijk bevriezen, wat de liquiditeit van de onderneming in het gedrang zou kunnen brengen. Bovendien loopt de bonafide ondernemer reputatieschade op wanneer de belastingrecherche binnenvalt of wanneer hij geboeid voor het oog van zijn stadsgenoten en pers naar het politiebureau of huis van bewaring wordt afgevoerd. De belastingrecherche zal bovendien de onderneming van top tot teen grondig onderzoeken, wat naast genoemde reputatieschade ook de nodige hinder meebrengt. Door de gehele carrousel te treffen hoopt men een preventieve werking te creëren. Bonafide ondernemers zouden op deze manier beter opletten met wie zij zaken doen. Toch kan het voor handelaren lastig zijn om van tevoren te zien of op het eerste oog normale goederen worden gebruikt voor een btw-carrousel.